# Жордан, Огюст
Гу́став Йорда́н (нем. Gustav Jordan; 21 февраля 1909 — 17 мая 1990), более известен под именем Огю́ст Жорда́н (фр. Auguste Jordan) — французский, родившийся в Австрии, футболист, нападающий.

## Карьера
Огюст Жордан начал свою карьеру в молодёжной команде клуба «Линцер АСК», оттуда, уже в овзрасте 15-ти лет, он ушёл в первую команду клуба. С «Линцером» Жордан выиграл несколько первенств Верхней Австрии, а в сезоне 1930—1931 выиграл любительский чемпионат Австрии, выступив в финале турнира в первой игре с «Грацером», которая завершилась со счётом 1:1, а в ответной игре «Линцер» победил 2:1, но Жордан в ней участия не принимал. В 1932 году Жордан перешёл в клуб «Флоридсдорф», который уже играл в высшей профессиональной австрийской лиге. В первый же сезон в новом клубе Жордан, игравший на позиции защитника, неожиданно забил за клуб 16 мячей, расположившись на 4-м месте среди лучших бомбардиров лиги, а в следующий год забил 9 мячей. В 1933 году Жордан, вместе со своим соотечественником Хиденом, получил приглашение от парижского клуба «Расинг», Жордан принял предложение и выступал за «Расинг» за протяжении 12-ти сезонов. Жордан выиграл с «Расингом» чемпионат и кубок Франции в 1936 году, а после «дубля» ещё 3 раза выигрывал французский кубок. В «Расинге» Жордан и завершил свою карьеру в 1945 году.
В 1937 году Жордан, уже 4 года проживавший и выступавший фо Франции, принял французское гражданство и в том же году получил приглашение от сборной Франции, он же участвовал на чемпионате мира в 1938 году и провёл на поле обе игры. 6 декабря 1945 года Жордан провёл свой последний матч в футболке сборной, любопытно, что соперником в этой игре были бывшие соотечественники Жордана — команда Австрии. Всего за сборную Франции Жордан провёл 16 матчей и забил 1 мяч. В сборную же Австрии Жордан не вызывался по существовавшим тогда правилам австрийского футбола, гласившим, что в сборной могли играть лишь футболисты из австрийских клубов.
После окончания карьеры игрока Жордан работал тренером во французских командах, но наибольшего успеха добился с клубом бельгийским, в 1963 году, возглавляемый им «Стандард» выиграл чемпионат Бельгии.

## Достижения

### Как игрок
- Чемпион Верхней Австрии среди любительских клубов: 1924, 1925, 1927, 1929, 1930, 1931
- Чемпион Австрии среди любительских клубов: 1931
- Чемпион Франции: 1936
- Обладатель Кубка Франции: 1936, 1939, 1940, 1945

### Как тренер
- Чемпион Бельгии: 1962/63